# Juraj Czinege
Juraj Czinege (Bratislava, 29 oktober 1977) is een profvoetballer uit Slowakije, die als middenvelder onder contract staat bij FC Artmedia Petržalka.

## Interlandcarrière
Czinege was aanvoerder van het Slowaaks voetbalelftal dat deelnam aan het voetbaltoernooi bij de Olympische Spelen in Sydney, Australië. Hij speelde vier interlands voor de nationale A-ploeg in 2002. Hij maakte zijn debuut op 6 februari 2002 in de vriendschappelijke interland in en tegen Iran (2-3). Czinege moest in dat duel na 75 minuten plaatsmaken voor Mário Breška.

## Erelijst
Inter Bratislava
- Slowaaks landskampioen

2000, 2001
 Artmedia Petržalka
- Slowaaks landskampioen

2008
- Slowaaks bekerwinnaar

2008